# Can Rocas (Palafrugell)
Can Rocas és una obra neoclàssica de Palafrugell (Baix Empordà) protegida com a Bé Cultural d'Interès Local.

## Descripció
Casa de dos pisos i tres crugies, cantonera entre el carrer Torres Jonama o carrer Clavé. La façana principal presenta als baixos una porta entre dos finestrals que tenen llindes triangulars i marcs de pedra. Als extrems de les llindes hi ha sengles petites creus inscrites dins de cercles, com a detalls ornamentals. Al pis hi ha tres balconades, més sortida la central. Les obertures posseeixen frontons molt rellevants. L'esmentada estructura es repeteix a la façana lateral, amb tres finestres als baixos i un balcó entre dues finestres al pis, les primeres amb llindes triangulars i les segones amb frontons. Sobre la cornisa hi ha una balustrada de terra cuita. La façana lateral és interrompuda per un gran frontó.
Les façanes han estat restaurades. A la llinda del portal, dins
L'interior ha conservat força la distribució original.

## Història
A l'arxiu municipal de Palafrugell conserven un alçat de les façanes que fou presentat a l'Ajuntament per a la seva aprovació. En aquest document s'hi aprecien diferències respecte al resultat final de l'edifici.